# American Gothic (Grant Wood)
American Gothic è un dipinto a olio del 1930, eseguito dall'artista statunitense Grant Wood. Raffigura un agricoltore che regge un forcone insieme a sua figlia davanti a una casa di legno in stile rurale "Carpenter Gothic". È una delle immagini più familiari dell'arte americana nel XX secolo, nonché un'icona universalmente riconosciuta.
Grant Wood voleva raffigurare i ruoli tradizionali dell'uomo e della donna nel Midwest, e molti interpretano il forcone che l'anziano regge come un simbolo del lavoro manuale. Wood affermava di essersi ispirato a fotografie americane del tardo XIX secolo e sistemò i suoi modelli in un modo che ricordava i primordi della ritrattistica americana. Grant Wood, che approfondì i suoi studi pittorici in Germania, sembra ispirarsi anche agli atteggiamenti ieratici dei personaggi della pittura gotico nord-europea, specialmente tedesca e olandese, che mostrano spesso volti in contrizione, irati, preoccupati o doloranti.

## Storia
Nel 1930, mentre percorreva la città di Eldon nello Stato dell'Iowa, Grant Wood osservò una piccola casa in legno, dipinta di bianco. Wood decise di dipingere la casa assieme a "quel tipo di persone che mi sarei potuto immaginare come abitanti di quella casa." Chiese a sua sorella Nan di fargli da modella, facendole indossare un pesante abito coloniale simile a quelli della tradizione "Americana" del XIX secolo. Come modello per il contadino, Wood scelse il proprio dentista, Byron McKeeby da Cedar Rapids (Iowa).
La sagoma del forcone a tre punte viene rievocata nelle pieghe dell'abito dell'uomo, nelle finestre della casa e nella stessa struttura del volto dell'uomo. Ogni elemento venne dipinto separatamente; i modelli posarono separatamente e non sostarono mai di fronte alla casa.

### Accoglienza, premi e progressiva popolarità
Grant Wood portò il dipinto a un concorso bandito dallo Art Institute of Chicago. I giudici lo liquidarono come una "valentina comica", ma uno dei finanziatori del museo li convinse a concedergli la medaglia di bronzo e 300 dollari di premio. Il patrono riuscì successivamente a convincere il museo d'arte a comprare il dipinto, dove oggi è ancora esposto. L'immagine presto cominciò ad essere riprodotta dai giornali, prima dal Chicago Evening Post e dopo in quelli di New York, Boston, Kansas City, e Indianapolis. Ad ogni modo, Wood ricevette moltissime critiche risentite quando il quadro venne conosciuto da quel tipo di persone che esso stesso rappresentava, poiché l'immagine fu pubblicata sul giornale principale dello Stato, il Cedar Rapids Gazette, dell'omonima città.
Gli abitanti dell'Iowa non tollerarono di essere rappresentati come "magri, lugubri e puritani fondamentalisti". Una contadina minacciò di staccare l'orecchio di Wood a morsi. Wood rispose di non aver dipinto una caricatura degli abitanti dell'Iowa, bensì una rappresentazione degli americani. La sorella Nan, imbarazzata in quanto creduta moglie di un uomo con il doppio dei suoi anni, dichiarò che il dipinto raffigurava un uomo con sua figlia, un punto che Grant sembra confermare nella lettera scritta a una certa Mrs Nellie Sudduth nel 1941.
I critici come Gertrude Stein e Christopher Morley, che avevano un'opinione positiva sull'opera, vedevano in essa una satira della vita nelle piccole città americane. Si pensò inoltre che il quadro facesse parte di quella corrente, allora in ascesa, di rappresentazioni critiche dell'America rurale che seguiva le tracce della raccolta di racconti Winesburg, Ohio di Sherwood Anderson, o dei romanzi La via principale e The Tattooed Countess, rispettivamente di Sinclair Lewis e Carl Van Vechten.
Con l'avvento della Grande depressione, il dipinto venne considerato come una rappresentazione dell'incrollabile spirito dei pionieri americani. Wood favorì questo cambiamento rinunciando alla sua vita da bohémien a Parigi per unirsi a pittori popolari del Midwest come John Steuart Curry e Thomas Hart Benton che si opponevano al predominio dei circoli artistici della East Coast. Wood disse in quel periodo: "Tutte le buone idee che ho avuto mi sono venute mentre stavo mungendo una mucca".
L'interpretazione del dipinto come rappresentazione dell'autentica vita americana ispirò a Gordon Parks la foto della donna delle pulizie Ella Watson, scattata a Washington nel 1942.

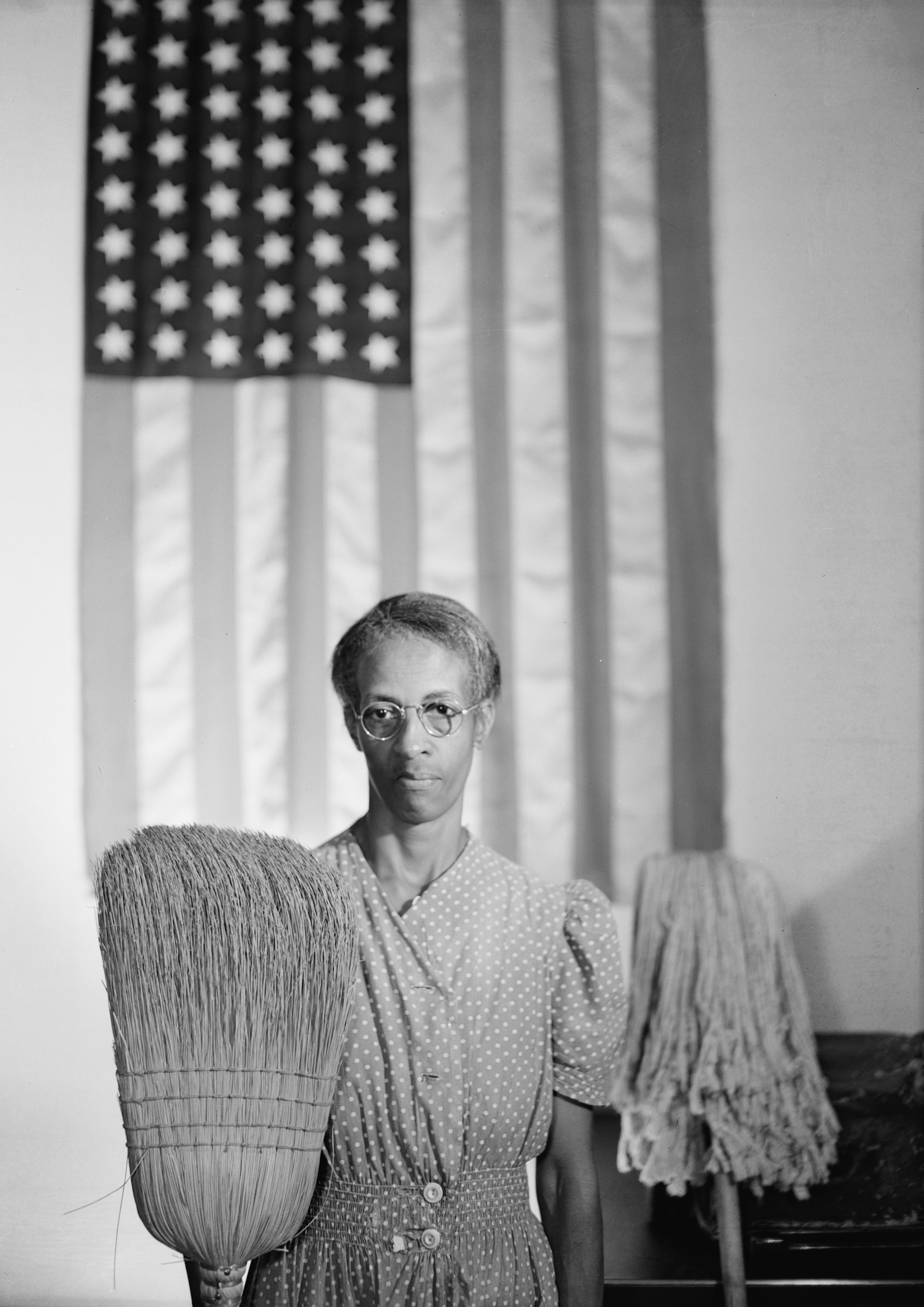
American Gothic (1942) di Gordon Parks prima famosa parodia di American Gothic.

## Parodie e citazioni
American Gothic è una delle poche immagini diventate icona popolare ed è una delle più riprodotte e più parodiate. Molti artisti hanno sostituito i personaggi del quadro con coppie famose e la casa con costruzioni note. Citazioni e parodie del quadro appaiono regolarmente in cartoline, riviste, pubblicità, fumetti e trasmissioni televisive.
Particolarmente importante può essere considerata la ripetuta citazione nel The Rocky Horror Picture Show. Il quadro viene rappresentato all'uscita dalla chiesa dopo il matrimonio all'inizio del film, con Magenta e Riff Raff che impersonano le due figure del dipinto di Grant Wood, che si vede in seguito su una parete nel castello.
Altre due parodie (o perlomeno apparizioni) si hanno nel film Una notte al museo 2 - La fuga, in cui il quadro prende vita e i due personaggi si spostano per scansare una lancia egiziana, e nel cartoon americano Due fantagenitori, in cui Timmy Turner dà una corretta interpretazione del quadro (ovvero "simbolo della famiglia americana") e invece il suo professore, Crocker, lo corregge ingiustamente. È anche presente nel video di Don't Go Breaking My Heart nella versione del 1993 con Elton John e RuPaul. Il quadro appare anche nel diciassettesimo episodio della quinta stagione de I Simpson quando, durante la pulizia della casa, Bart sfrega distrattamente lo strofinaccio sopra il quadro, cancellandolo completamente. Al suo posto appare la scritta: “Se vedi questo messaggio, hai sfregato troppo” firmato dall’autore stesso del quadro.
Una citazione del quadro la si può osservare nel settimo episodio della sesta serie di Dexter, "Nebraska", nel quale al posto della moglie del fattore c'è il fantasma del fratello di Dexter e al posto del fattore c'è Dexter in persona. Brevissime citazioni (pochi fotogrammi) sono presenti anche nei film animati Disney Mulan (poco prima del termine del film, la scena del ballo dei Guardiani) e La Bella e la Bestia. Citazione nella terza puntata della terza stagione di Doctor Who ("l'ingorgo") dove la coppia che fugge nell'autostrada all'inizio della puntata rappresenta la coppia del quadro.
Un'altra citazione è presente nel film d'animazione Robots quando il protagonista sta per addormentarsi con il suo amico, compare dietro la coppia in diversi fotogrammi e il quadro rappresenta appunto la scena del quadro in cui i contadini sono però robot.
L'artista californiano Chet Zar ha reinterpretato a suo modo il dipinto, dando vita a "Post American Gothic", ovvero una versione post-nucleare dell'opera originaria. Alle due figure iniziali si sostituiscono un essere fuso con la propria maschera antigas e una sorta di mostruosa e scheletrica figura femminile.